# Памятники и памятные места Петрозаводска

Памятники, бюсты, мемориалы, памятные знаки, галереи, скульптуры, стелы, фонтаны, памятные доски и закладные камни города Петрозаводска — объекты, сооружённые в городе Петрозаводске с целью увековечения памяти знаменитых людей и значимых исторических событий, а также созданные с эстетической целью украшения города.

## Персональные памятники
| Краткое наименование                                                                                | Краткая история |
| --------------------------------------------------------------------------------------------------- | --- |
| Памятник Петру Великому                                                                             | 1824 — открыт в Большом Общественном саду (ныне Петровский сад) 1918 — демонтирован; 1964 — установлен в музее «Марциальные воды» в посёлке Марциальные Воды |
| Памятник Петру Великому                                                                             | 1873 — открыт в Петровском сквере на Петровской площади (ныне Советский сквер на площади Ленина) 1918 — демонтирован; 1940 — установлен на Заводской площади (ныне Голиковский парк) 1978 — открыт на Онежской набережной (Петровский сквер) Скульптор Иван Шредер, архитектор Ипполит Монигетти |
| Памятник Александру II                                                                              | 1885 — открыт в Александровском сквере на Соборной площади (ныне сквер Сергея Кирова на площади Кирова) 1918 — демонтирован Скульптор Иван Шредер |
| Памятник Владимиру Ильичу Ленину                                                                    | 1933 — открыт в Советском сквере на площади 25 Октября (ныне Советский сквер на площади Ленина) 1941 — демонтирован 1945 — открыт в Советском сквере на площади 25 Октября (ныне Советский сквер на площади Ленина) Скульптор Матвей Манизер, архитектор — Лев Ильин                             |
| Памятник Владимиру Ильичу Ленину                                                                    | ~1930-е — открыт в парке Пионеров (ныне Губернаторский сад) ~1941 — демонтирован |
| Памятник Владимиру Ильичу Ленину                                                                    | ~1930-е — открыт на проспекте Урицкого (ныне проспект Александра Невского) ~1941 — демонтирован |
| Памятник Владимиру Ильичу Ленину                                                                    | ~1930-е — открыт в саду Железнодорожников (ныне парк Железнодорожников) ~1941 — демонтирован 1944 — открыт в саду Железнодорожников (ныне парк Железнодорожников) ~1970-е — открыт на Муезерской улице ~1993 — демонтирован                                                                      |
| Памятник Владимиру Ильичу Ленину                                                                    | ~1950-е — открыт в Голиковском парке ~1970-е — открыт в парке Пионеров (нынешний Губернаторский сад) ~1980-е — демонтирован |
| Памятник Владимиру Ильичу Ленину                                                                    | ~1960-е — открыт на улице Калинина (Литейная площадь) ~1993 — демонтирован |
| Памятник Владимиру Ильичу Ленину                                                                    | ~1960 — открыт на улице Гоголя |
| Памятник Владимиру Ильичу Ленину                                                                    | ~1970-е — открыт на проспекте Ленина при входе в Карельский пединститут 1991 — демонтирован. В настоящее время при входе в корпус ПетрГУ стоит малая архитектурная форма - "ёлочка" для велосипедов                                                                                              |
| Памятник Владимиру Ильичу Ленину                                                                    | ~1970-е — открыт в парке Пионеров (ныне Губернаторский сад) 2002 — демонтирован Скульптор Лео Ланкинен |
| Памятник Владимиру Ильичу Ленину                                                                    | ~1976 — открыт на улице Зайцева |
| Памятник-стела Владимиру Ильичу Ленину                                                              | ~1970-е — открыт на Заводской улице. Демонтирована администрацией города Петрозаводска в феврале 2020 г. |
| Памятник Иосифу Виссарионовичу Сталину                                                              | ~1930-е — открыт на площади Кирова 1941 — демонтирован |
| Памятник Иосифу Виссарионовичу Сталину                                                              | ~1930-е — открыт в парке Пионеров (ныне Губернаторский сад) 1941 — демонтирован |
| Памятник Иосифу Виссарионовичу Сталину                                                              | ~1940-е — открыт в саду Железнодорожников (ныне парк Железнодорожников) ~1960-е — демонтирован |
| Памятник Иосифу Виссарионовичу Сталину                                                              | ~1940-е — открыт в парке Пионеров (ныне Губернаторский сад) ~1960-е — демонтирован |
| Памятник Иосифу Виссарионовичу Сталину                                                              | ~1940-е — открыт на улице Калинина (Литейная площадь) ~1960-е — демонтирован |
| Памятник Иосифу Виссарионовичу Сталину                                                              | ~1950-е — открыт на Гористой улице (ныне улица Антикайнена) ~1950-е — демонтирован |
| Памятник Иосифу Виссарионовичу Сталину                                                              | ~1950-е — открыт на Пролетарской улице (ныне Московская улица) ~1950-е — демонтирован |
| Памятник Сергею Мироновичу Кирову                                                                   | 12.12.1936 — открыт в сквере Пролеткультуры на площади Свободы (ныне сквер Сергея Кирова на площади Кирова) 1941 — демонтирован Скульптор — Матвей Манизер, архитектор — Лев Ильин |
| Памятник Сергею Мироновичу Кирову                                                                   | 1940 — открыт на улице Анохина 1941 — демонтирован 1944 — открыт на улице Анохина (Пионерская аллея) |
| Памятник Сергею Мироновичу Кирову                                                                   | 1945 — открыт в сквере Пролеткультуры на площади Кирова (ныне сквер Сергея Кирова на площади Кирова) Скульптор Матвей Манизер, архитектор — Лев Ильин |
| Памятник Лазарю Моисеевичу Кагановичу                                                               | ~1930-е — открыт в саду Железнодорожников (ныне парк Железнодорожников) 1941 — демонтирован |
| Памятник Карлу Марксу и Фридриху Энгельсу                                                           | 1960 — открыт на улице Куйбышева Авторы Ефим Белостокский, Элиус Фридман, Пётр Осипенко |
| Памятник Александру Сергеевичу Пушкину                                                              | 1966 — открыт на Пушкинской улице (сквер Александра Пушкина) Скульптор Гавриил Шульц, архитекторы Юрий Карма, И. Аксентьев, Владимир Антохин |
| Памятник Петру Фёдоровичу Анохину                                                                   | 1967 — открыт на улице Анохина (сквер Петра Анохина) Скульптор В. Афанасьев |
| Памятник Александру Васильевичу Шотману                                                             | 1967 — открыт в Первомайском сквере на улице Кирова (ныне сквер Ивана Сенькина на улице Кирова) Скульптор Лео Ланкинен, архитекторы Владимир Антохин, Юрий Карма |
| Памятник Тойво Антикайнену                                                                          | 1968 — открыт на улице Антикайнена (бывшая площадь Антикайнена) ~1970-е — демонтирован |
| Памятник Отто Вильгельмовичу Куусинену                                                              | 1973 — открыт на Советской площади Скульптор Б. Дюжев, архитекторы А. Заварзин, Ю. Кулага |
| Памятник Марии Владимировне Мелентьевой                                                             | В июне 1978 года открыт на улице Мелентьевой (сквер Марии Мелентьевой) Скульптор Лео Ланкинен |
| Памятник-стела Густаву Семёновичу Ровио                                                             | ~1970-е — открыт на улице Ровио |
| Памятник Ивану Фёдоровичу Петрову                                                                   | июнь 1960 г. — открыт на улице Кирова (сквер Ивана Петрова) |
| Памятник-стела Николаю Фёдоровичу Репникову                                                         | ~1980-е — открыт на улице Репникова |
| Памятник Михаилу Ивановичу Калинину                                                                 | 1987 — открыт на улице Калинина (сквер Михаила Калинина) Скульптор Людвиг Давидян |
| Памятник Николаю Тимофеевичу Григорьеву                                                             | 1967 — открыт на улице Гоголя (сквер 71-й Стрелковой Дивизии ~1980-е — демонтирован |
| Памятник Николаю Тимофеевичу Григорьеву                                                             | 1987 — открыт в Берёзовой роще на улице Калинина Скульптор Лео Ланкинен, >архитектор Евгений Карманов |
| Памятник Анне Михайловне Лисицыной                                                                  | 1987 — открыт на улице Лисицыной (сквер Анны Лисицыной) |
| Памятник Василию Михайловичу Зайцеву                                                                | 1987 — открыт на улице Зайцева |
| Памятник Гавриле Романовичу Державину                                                               | 1993 — открыт на улице Державина 2000-е — демонтирован |
| Памятник Гавриле Романовичу Державину                                                               | 2003 — открыт в Губернаторском саду Автор Вальтер Сойни |
| Памятник Яше Степанову и всем бойцам истребительных батальонов, погибших в боях за Петрозаводск     | 1996 — открыт в Каменном бору. Демонтирован в феврале 2020 г., восстановлен на новом месте в 2023 г.. |
| Памятник Георгию Константиновичу Жукову                                                             | 9 мая 2000 года открыт на площади Маршала Жукова Скульптор Людвиг Давидян |
| Памятник Юрию Владимировичу Андропову                                                               | 2004 — открыт на улице Андропова (сквер Юрия Андропова) Автор Михаил Коппаев |
| Памятник Кириллу Афанасьевичу Мерецкову                                                             | 8 мая 2005 года открыт в сквере Маршала Мерецкова на улице Маршала Мерецкова. Скульптор М. П. Коппалев. |
| Памятник-стела Владимиру Александровичу Левашову                                                    | 2006 — открыт на Левашовском бульваре на улице Еремеева |
| Памятник Ивану Ильичу Сенькину                                                                      | 2007 — открыт в сквере Ивана Сенькина на улице Германа Титова Скульпторы Э. Григорян, Людвиг Давидян |
| Памятник Александру Ярославичу Невскому                                                             | 2010 — открыт в Голиковском парке на проспекте Александра Невского |
| Памятник Роберту Ивановичу Рождественскому                                                          | 2010 — открыт на улице Роберта Рождественского |
| Памятник Александру Константиновичу Глазунову                                                       | 2011 — открыт на Ленинградской улице |
| Памятник Фёдору Михайловичу Терентьеву                                                              | 2011 — открыт на Курганском проезде |
| Памятник Николаю Гавриловичу Варламову                                                              | 9 мая 1982 года открыт в посёлке Каменный Бор, откуда перенесён 27 июня 2013 года открыт на улице Варламова в Петрозаводске Гранитный бюст работы скульптора А. А. Архипова |
| Памятник-стела Юрию Алексеевичу Гагарину                                                            | 2013 — открыт на площади Гагарина (сквер Юрия Гагарина) 2019 год (февраль) — демонтирован |
| Памятник-бюст Александру Анатольевичу Калинину                                                      | 2018 — открыт на аллее Александра Калинина |
| Роберту Рождественскому и Владимиру Морозову                                                        | 2018 — открыт на улице Кирова у здания Карельской государственной филармонии. Скульпторы Виталий Шанов и Дарья Успенская |
| Памятник-бюст Денису Тимашову, младший сержант, участник боя у высоты 776. Кавалер Ордена Мужества. | 2020 — открыт на пересечении улиц Энтузиастов и Дениса Тимашова |

- Памятник Петру Великому
- Памятник Александру II
- Памятник Владимиру Ленину

- Памятник Сергею Кирову на улице Анохина
- Памятник Сергею Кирову на площади Кирова
- Памятник Карлу Марксу и Фридриху Энгельсу

- Памятник Александру Пушкину
- Памятник Петру Анохину
- Памятник Александру Шотману

- Памятник Михаилу Калинину
- Памятник Марии Мелентьевой
- Памятник Отто Куусинену

- Памятник Гавриле Державину
- Памятник Георгию Жукову
- Памятник Кириллу Мерецкову

- Памятник Александру Глазунову
- Памятник Юрию Андропову
- Памятник Ивану Петрову

## Мемориалы
| Изображение | Название и современное местоположение                                                                | Описание и краткая история |
| ----------- | --- | --- |
|             | Мемориальный комплекс «Братская могила и могила Неизвестного солдата с Вечным огнём». Площадь Ленина | Открыт 28 июня 1969 года в день 25-й годовщины освобождения Петрозаводска. Авторы проекта — архитекторы Эдуард Андреев, Эрнст Воскресенский, скульпторы Эдуард Акулов, Людвиг Давидян. |
|             | Военно-мемориальный комплекс Карельского фронта. перекрёсток ул. Гоголя/ул. Энгельса                 | |
|             | Стела «Город воинской славы». пл. Кирова                                                             | 6 апреля 2015 года городу было присвоено почётное звание Российской Федерации «Город воинской славы». Стела торжественно открыта 30 сентября 2020 года.                                |

## Памятные знаки
| Изображение | Название и современное местоположение                                                                       | Описание и краткая история |
| ----------- | --- | --- |
|             | Памятник сотрудникам органов внутренних дел, погибшим при исполнении служебного долга Проспект Карла Маркса | Открыт 5 сентября 2008 года перед зданием Министерства внутренних дел по Республике Карелия. Открытие было приурочено к 85-летию образования республиканского Министерства внутренних дел. Инициатором создания памятника выступил Совет ветеранов внутренних дел и внутренних войск Республики Карелия. Автор памятника — скульптор, заслуженный деятель искусств Республики Карелии Ченка Шуквани. На постаменте из чёрного гранита изображена фигура орла. Монумент создавался на пожертвования сотрудников министерства внутренних дел и ветеранов, при поддержке Главы Республики Сергея Катанандова и директоров крупных предприятий. |
|             | Пирамида в честь открытия второй очереди набережной к 300-летию основания Петрозаводска Онежская набережная | Установлена в 2003 году. Надпись на пирамиде: «Строительство второй очереди Онежской набережной завершено в 2003 году к 300-летию основания города Петрозаводска на средства правительства Российской Федерации, правительства города Москвы, правительства Республики Карелия, администрации города Петрозаводска». |
|             | «В честь Героя Советского Союза Анны Лисицыной» улица Лисицыной.                                            | |
|             | «В честь 200-летия основания Онежского тракторного завода» Пойма реки Лососинка.                            | Установлен в 1974 году. |
|             | «Воинам партизанам и подпольщикам Карельского фронта (1941—1944)» На пересечении улиц Ф. Энгельса и Гоголя. | Установлен 22 июня 2003 года. Скульптор Э. С. Григорян. |
|             | Памятный знак «Сулажгорские высоты» Пряжинское шоссе.                                                       | Установлен в память обороны Петрозаводска в 1919 году от финских интервентов. |
|             | Памятный знак «Поклонный крест» Петровский сад.                                                             | Установлен на месте утраченного Петропавловского Собора. |
|             | Памятный знак «Петровские заводы» Петровский сад.                                                           | Установлен в 2003 году в честь 300-летия основания пушечно-литейных заводов. |

- Памятный знак Специализированной пожарной части (основана в 1989 году) на улице Попова

## Галереи
| Изображение | Название и современное местоположение | Описание и краткая история |
| ----------- | --- | --- |
|             | «Галерея Героев Советского Союза» На пересечении улиц Т. Антикайнена и Красной на верхней террасе парка 50-летия Пионерской организации (пойма реки Неглинки). | Портретная галерея открыта 3 декабря 1977 года. Архитектор Э. В. Воскресенский, скульптор Л. К. Давидян, художник Э. С. Григорян. На внутренней стороне галереи размещены 28 портретов карельских воинов. В центре галереи размещается фонтан «Плачущий камень» — глыба естественного камня, по которой сочится вода. |

## Скульптуры
| Изображение | Название и современное местоположение           | Описание и краткая история |
| ----------- | ----------------------------------------------- | --- |
|             | Скульптурная группа «Дружба» Площадь Кирова     | Открыта в марте 1955 года на здании Государственного музыкально-драматического театра Карело-Финской ССР. Автор — действительный член Академии художеств СССР Сергей Конёнков. Группа из 10 фигур выражает нерушимую дружбу народов Карело-Финской ССР и братское содружество с великим русским народом, расцвет физических и духовных сил простого советского человека, стремление советских людей отдать все силы дальнейшему укреплению богатства и могущества нашей Родины. |
|             | Скульптура «Мелодия» Прибрежный парк            | Открыта в 1977 году. Автор — Михаил Коппалев. |
|             | Скульптура «Дерево желаний» Онежская набережная | Установлена в 1996 году. Подарок города-побратима Умео (лен Вестерботтен, Швеция), автор Кент Андерсен. Изготовлена на заводе «Авангард» способом покрытия ствола натуральной сосны стеклотканью. Сбоку, на стволе дерева, автор расположил символическое ухо для заветных желаний. |

## Стелы
| Изображение | Название, современное местоположение, описание, краткая история                                                                      |
| ----------- | --- |
|             | Памятник сотрудникам органов госбезопасности — защитникам Отечества. Установлен на бульваре Победы (ул. Московская) в мае 2018 года. |

## Фонтаны
| Изображение | Название и современное местоположение                                                               | Описание и краткая история           |
| ----------- | --------------------------------------------------------------------------------------------------- | ------------------------------------ |
|             | Фонтан имени героев эпоса «Калевала» Э. Лённрота в сквере на перекрёстке ул. Кирова и ул. Свердлова |                                      |
|             | Фонтан «Молекула фуллерена» на пр. Ленина напротив главного корпуса университета                    | построен в 1996 г. (арх. Е. Г. Таев) |
|             | Фонтан на пр. Ленина у дома № 23                                                                    | построен в 1993 г.                   |

## Памятные доски

### Мемориальные доски, посвящённые выдающимся личностям
| Изображение | Название, современное местоположение, описание, краткая история |
| ----------- | --- |
|             | Мемориальная доска Авдышеву Александру Ивановичу — художнику и поэту. Доска установлена на доме № 14 по ул. Куйбышева. |
|             | Мемориальная доска Г. С. Альтшуллеру — изобретателю и писателю-фантасту. Доска установлена на доме № 49а по ул. Чкалова. |
|             | Мемориальная доска Г. А. Андерсон — Народному учителю, Почётному гражданину Республики Карелия. Доска установлена на здании школы № 10 по ул. Анохина. |
|             | Мемориальная доска В. В. Афанасьеву — советскому скульптору, живописцу. Доска установлена в 1998 году на здании по ул. Куйбышева, 16. |
|             | Мемориальная доска Якову Алексеевичу Балагурову — профессору истории, первому Почётному гражданину Петрозаводска. Доска установлена на Доме специалистов (проспект Ленина, 8), где с 1952 по 1977 годы жил и работал Яков Балагуров. |
|             | Мемориальная доска Бритвихину А. Н. на здании Пединститута по ул. Пушкинской. |
|             | Мемориальная доска Я. Э. Виртанену — народному поэту Карелии. Доска установлена на доме № 18а по ул. Куйбышева. |
|             | Мемориальная доска Анатолию Антоновичу Волину (1903—2007) — прокурору города Петрозаводска (1933—1935), прокурору РСФСР (1939—1948), Председателю Верховного суда СССР (1948—1957). Мемориальная доска установлена на здании Прокуратуры Республики Карелия (улица Германа Титова, 4), открыта 7 мая 2010 года. |
|             | Мемориальная доска Георгу Вильгельму де Геннину — выдающемуся голландскому металлургу, управляющему Олонецкими горными заводами в 1713—1721 годах. Доска установлена на доме № 2 по набережной Гюллинга. |
|             | Мемориальная доска Александру Рудольфовичу Голякову — лейтенанту милиции, погибшему при исполнении служебных обязанностей. Мемориальная доска установлена на доме № 22 по Лыжной улице, где с 1986 по 1995 годы проживал Александр Голяков. |
|             | Мемориальная доска Виктору Пантелеймоновичу Гудкову (1899—1942) — основателю ансамбля «Кантеле», подвижнику, поэту, учёному. Мемориальная доска установлена на Доме кантеле (проспект Карла Маркса, 6). Доска открыта 5 декабря 2006 года. |
|             | Мемориальная доска Дмитрию Яковлевичу Гусарову (1924—1995) — народному писателю Карелии. Установлена на доме № 10 по ул. Свердлова. |
|             | Мемориальная доска Гавриле Романовичу Державину (1743—1816) — выдающемуся русскому поэту. Текст мемориальной доски: «На этом месте стоял дом, в котором жил с 1784 по 1785 г. выдающийся русский поэт Гаврила Романович Державин». Установлена на доме № 24 по проспекту Карла Маркса в июле 1988 г. автор Э. Акулов |
|             | Мемориальная доска Гавриле Романовичу Державину (1743—1816) — выдающемуся русскому поэту. Текст мемориальной доски: «На этом месте стоял дом, в котором жил с 1784 по 1786 г. выдающийся русский поэт Державин Гаврила Романович. 1743—1816». Доска была установлена на доме № 24 по проспекту Карла Маркса, демонтирована в связи с установкой новой доски. |
|             | Мемориальная доска Гавриилу Романовичу Державину (1743—1816) — правителю Олонецкого наместничества, поэту. Текст мемориальной доски: «Дом, в котором жил в 1784 г. правитель Олонецкого наместничества, поэт Гавриил Романович Державин». Установлена в 1896 году на доме по проспекту Карла Маркса, где ранее жил Гавриил Державину. Доска была демонтирована в связи с разрушением дома в 1941 году в ходе военных действий. С 2010 года доска экспонируется в Национальном (краеведческом) музее Республики Карелия.    |
|             | Памятная доска Зайцеву Василию Михайловичу на ул. Зайцева д. 26 |
|             | Памятная доска Казимирову Н. И. в Петрозаводске на ул. Куйбышева д. 9 |
|             | Мемориальная доска Виктору Сергеевичу Каликину на д. 26 по пр. Ленина. |
|             | Мемориальная доска филологу Эйно Генриховичу Карху на здании Институт языка, литературы и истории КарНЦ РАН по ул. Пушкинской. |
|             | Мемориальная доска Василу Мариновичу Касогледову — болгарскогому революционеру-интернационалисту, активному участнику борьбы за установление Советской власти в Карелии, Герою Труда, доктору медицины. Доска установлена на госпитале ветеранов войн (улица Куйбышева, 8), где работал Васил Касогледов. Мемориальная доска открыта 2 октября 1981 года, к 100-летию со дня рождения Васила Касогледова. |
|             | Мемориальная доска Андрею Алексеевичу Кочетову — Председателю Совета Министров Карельской АССР в 1967—1984 годах, Почётному гражданину города Петрозаводска и Республики Карелия. Доска установлена на доме № 18 по улице Герцена, где с 1984 по 1999 годы проживал Андрей Кочетов. Мемориальная доска открыта 21 ноября 2007 года. |
|             | Мемориальная доска Кауко Оттовичу Кратцу — учёному-геологу, лауреату Государственной премии СССР. Доска установлена на здании Карельского научного центра РАН по улице Пушкинской. |
|             | Мемориальная доска Геннадию Николаевичу Куприянову — видному государственному и партийному деятелю Карело-Финской ССР. Доска была установлена 21 ноября 2005 года на доме № 39 по улице Дзержинского, где до 1950 года жил Геннадий Куприянов. В 2007 году мемориальная доска демонтирована по решению прокуратуры. |
|             | Мемориальная доска Лангинену (Ланкинену) Лео Фомичу — скульптору, живописцу, народному художнику РСФСР. Доска установлена на доме № 16 по улице Куйбышева. |
|             | Мемориальная доска Линевскому Александру Михайловичу — писателю и учёному. Доска установлена на доме № 14 по улице Куйбышева. |
|             | Мемориальная доска Герою Советского Союза Анне Лисицыной. Доска установлена на доме № 2 по улице Лисицыной. |
|             | Мемориальная доска Зиновию Ефимовичу Львовичу (1910—1965) — заслуженному деятелю искусств Карельской АССР, художнику, участнику Великой Отечественной войны. Мемориальная доска открыта 4 мая 2005 года. Доска установлена на доме № 22 по проспекту Карла Маркса, где с 1954 по 1965 годы проживал Зиновий Львович. Автор мемориальной доски — художник Николай Беляков. |
|             | Мемориальная доска Кириллу Афанасьевичу Мерецкову — маршалу, Герою Советского Союза, командующему Волховским, Карельским фронтами в период Великой Отечественной войны. Текст доски: «Эта улица носит имя Маршала Советского Союза командующег о Карельским фронтом в годы Великой Отечественной войны Мерецкова Кирилла Афанасьевича». Доска была установлена на доме № 18 по улице Маршала Мерецкова. Мемориальная доска демонтирована в связи с установкой новой доски на доме № 1.                                     |
|             | Мемориальная доска Кириллу Афанасьевичу Мерецкову — маршалу, Герою Советского Союза, командующему Волховским, Карельским фронтами в период Великой Отечественной войны. Текст доски: «Улица названа в честь маршала Мерецкова Кирилла Афанасьевича 07.06.1897 г. — 30.12.1968 г., командующего Волховским, Карельским фронтами в период Великой Отечественной войны 1941—1945 годов». Доска установлена на доме № 1 по улице Маршала Мерецкова.                                                                            |
|             | Мемориальная доска Д. Н. Музалёву — Заслуженному учителю КАССР и РСФСР. Доска установлена на здании «школы № 30 имени Д. Н. Музалёва» по улице Еремеева. |
|             | Мемориальная доска К. В. Назарову — девятикратному чемпиону СССР (гребля на байдарках). Доска установлена на доме по улице Свердлова. |
|             | Мемориальная доска Валентину Михайловичу Парфёнову — председателю Олонецкого губисполкома. Доска установлена на доме № 4 по улице Парфёнова. |
|             | Мемориальная доска Ивану Михайловичу Петрову (Тойво Вяхя) — чекисту, писателю, Почётному гражданину города Петрозаводска. Доска установлена на доме № 18 по улице Герцена, где с 1982 по 1984 годы проживал Иван Петров. Мемориальная доска открыта в мае 2000 года. |
|             | Мемориальная доска Ивану Михайловичу Петрову — заслуженному работнику культуры Карельской АССР (1984). Установлена на здании Национальной библиотеки Республики Карелия по ул. Пушкинской в Петрозаводске в октябре 2018 года. |
|             | Мемориальная доска Петру Михайловичу Петрову — лётчику, первому в Карелии удостоенному звания Герой Советского Союза, погибшему в годы Великой Отечественной войны под Курском. Доска установлена на доме № 11 по улице Петрова в 1975 г. |
|             | Мемориальная доска Василию Дмитриевичу Поленову (1844—1927) — русскому художнику, и Филиппу Фёдоровичу Фортунатову (1848—1914) — выдающемуся русскому академику-языковеду. Доска установлена на здании бывшей гимназии (проспект Карла Маркса, 8), где учились Василий Поленов и Филипп Фортунатов. Мемориальная доска демонтирована в связи с установкой двух новых досок. |
|             | Мемориальная доска Михаилу Романовичу Попову — Герою Советского Союза, участвовавшему в освобождении Олонецкого, Пряжинского, Суоярвского и Питкярантского районов Карелии. Установлена 27 мая 2013 года на доме № 4 по улице Попова. |
|             | Мемориальная доска Василию Дмитриевичу Поленову (1844—1927) — русскому художнику. Доска установлена на здании бывшей гимназии (проспект Карла Маркса, 8), где в 1861—1863 годах учился Василий Поленов. |
|             | Мемориальная доска — Прокконену Павлу Степановичу, Председателю Совета Министров Карело-Финской ССР (1940—1947, 1950—1956), Председателю Президиума Верховного Совета Карельской АССР (1956—1979) (улица Кирова, 24). |
|             | Мемориальная доска Владимиру Пчелинцеву — прославленному снайперу Великой Отечественной войны, Герою Советского Союза. Мемориальная доска установлена на здании школы № 9 (улица Антикайнена, 4), которую в 1938 году окончил Владимир Пчелинцев. |
|             | Памятная доска Пьявченко Н. И. в Петрозаводске на ул. Куйбышева д. 9 |
|             | Мемориальная доска Раутио Карлу Эриковичу — композитору, дирижёру, заслуженному деятелю искусств Карело-Финской ССР. Установлена на здании по ул. Кирова, 24. |
|             | Мемориальная доска Виктору Георгиевичу Ревенко — заслуженному экономисту Республики Карелия, генеральному директору ЗАО «Петрозаводскстрой». Доска установлена на здании ЗАО «Петрозаводскстрой» (улица Кирова, 5), где с 1973 по 2000 годы работал Виктор Ревенко. |
|             | Мемориальная доска Николаю Ригачину — Герою Советского Союза, совершившему подвиг ценой жизни при штурме польского города Ключборка 21 января 1945 года. Мемориальная доска открыта 9 мая 1995 года. Изготовлена на средства Акционерного общества открытого типа «Беломорско-Онежское пароходство». Авторы — Акулов и Акулов. Доска установлена на доме № 4 по улице Ригачина, 4 |
|             | Мемориальная доска Николаю Ригачину — Герою Советского Союза, закрывшему своим телом амбразуру дота при штурме города Ключборка в Польше 21 января 1945 года. Доска установлена на доме № 4 по улице Ригачина, 10. |
|             | Мемориальная доска Ростиславу Александровичу Роопу — заслуженному учителю Карельской АССР. Доска установлена на доме № 4 по ул. Энгельса (бывшее здание Петрозаводского архитектурно-строительного техникума). |
|             | Мемориальная доска Яакко Ругоеву — карельскому писателю. Доска установлена на доме № 11 по проспекту Ленина, где жил Яакко Ругоев. Мемориальная доска открыта 15 апреля 2003 года. Текст на мемориальной доске выполнен на финском языке. |
|             | Мемориальная доска Урхо Нестеровичу Руханену — писателю, переводчику, почётному гражданину города Петрозаводска. Доска установлена на доме № 11 по улице Дзержинского, где жил и работал Урхо Руханен. Мемориальная доска открыта в 2007 году. Текст на мемориальной доске выполнен на русском и финском языках. |
|             | Мемориальная доска Ивану Ильичу Сенькину на доме № 10 ул. Свердлова |
|             | Мемориальная доска Павлу Васильевичу Сепсякову на доме № 4 ул. Андропова |
|             | Мемориальная доска Татьяне Фёдоровне Сепсяковой — народному учителю СССР. Мемориальная доска установлена на здании школы № 29 (набережная Варкауса, 5), где с 1967 по 1981 годы работала директором Татьяна Сепсякова. |
|             | Мемориальная доска Алексею Юрьевичу Сиверикову — участнику боевых действий в Чечне. Текст мемориальной доски: «В этой школе учился Алексей Сивериков, героически погибший 15 января 2000 года во время боевых действий в Чечне. Награждён Орденом Мужества (посмертно). Памяти павших будьте достойны!». Доска открыта в 2001 году. Мемориальная доска установлена на школе № 46 (бульвар Интенационалистов, 2), где учился Алексей Сивериков.                                                                             |
|             | Мемориальная доска Гельмеру Синисало — народному артисту СССР, композитору. Мемориальная доска установлена на доме № 11 по проспекту Ленина, где в 1959—1989 годах жил Гельмер Синисало. |
|             | Мемориальная доска Георгию Ситко — народному артисту Республики Карелия. Мемориальная доска установлена 18 августа 2017 г. на доме № 14 по проспекту Карла Маркса, 14. |
|             | Мемориальная доска Владимиру Алексеевичу Соколову — учёному-геологу, профессору. Доска установлена на здании Карельского научного центра РАН по улице Пушкинской. |
|             | Мемориальная доска поэту Тайсто Сумманену установлена на пр. Ленина, дом 3. |
|             | Памятная доска Леопольду Яковлевичу Теплицкому — российскому дирижёру и композитору. Доска установлена в 2004 г. на доме № 1 по проспекту Ленина. Автор карельский скульптор Александр Акулов. |
|             | Памятная доска Тимонену А. Н. в Петрозаводске на ул. Куйбышева д. 9 |
|             | Мемориальная доска Фёдору Фёдоровичу Тимоскайнену — герою Великой Отечественной войны. Доска установлена на доме № 11 по улице Фёдора Тимоскайнена. |
|             | Мемориальная доска Ивану Петровичу Торневу — Герою Советского Союза, удостоенному звания за мужество и героизм, проявленные при форсировании Днестра в 1944 году. Доска установлена на доме № 1 по улице Торнева. |
|             | Мемориальная доска Фёдору Алексеевичу Трофимову — Народному писателю Карелии, Почётному гражданину Республики Карелия. Доска установлена в 2015 году на доме № 10 по улице Свердлова. |
|             | Мемориальная доска Евгению Георгиевичу Туренко — Герою Советского Союза, лётчику-истребителю, генерал-майону. Доска установлена на доме № 30 по улице Гоголя, где в 1951—1963 годах проживал Евгений Туренко. Мемориальная доска открыта 18 августа 2009 года. |
|             | Мемориальная доска Ирине Андреевне Федосовой (1831—1899) — известной русской сказительнице. Мемориальная доска открыта в 1981 году в честь 150-летия Ирины Федосовой. Доска установлена на здании бывшей гимназии (проспект Карла Маркса, 6), где 6 марта 1896 года Ирина Федосова выступала с исполнением песен и причитаний. Доска была демонтирована в 2010 году в связи с установкой новой доски. |
|             | Мемориальная доска Ирине Андреевне Федосовой (1831—1899) — известной русской сказительнице. Мемориальная доска открыта в 2010 году. Доска установлена на здании бывшей гимназии (проспект Карла Маркса, 6), где 6 марта 1896 года Ирина Федосова выступала с исполнением песен и причитаний. |
|             | Мемориальная доска Филиппу Фёдоровичу Фортунатову (1848—1914) — видному русскому языковеду, академику. Доска установлена на здании бывшей гимназии (проспект Карла Маркса, 8), где в 1857—1863 годах учился Филипп Фортунатов. Скульптор Людвиг Давидян. |
|             | Мемориальная доска Исааку Самойловичу Фрадкову — заслуженному учителю КАССР. Мемориальная доска открыта в 2000 году. Доска установлена на здании школы № 9 (улица Антикайнена, 4), где с 1956 по 1969 годы Исаак Фрадков работал директором. |
|             | Мемориальная доска Валериану Александровичу Фролову — генерал-полковнику, командующему войсками Карельского фронта в 1941—1944 годах. Доска установлена на доме № 9 по улице Генерала Фролова. |
|             | Мемориальная доска Александру Павловичу Харитонову — мастеру акварельной живописи. Доска установлена на доме № 15 по проспекту Ленина, где работал Александр Харитонов. Мемориальная доска открыта 13 ноября 2010 года. |
|             | Памятная доска участнику Афганской войны, кавалеру ордена Красной Звезды Андрею Цветкову установлена на доме № 15 по улице Энтузиастов. |
|             | Мемориальная доска в честь доктора медицины, Героя Труда, основоположника карельской офтальмологии И. А. Шехмана. Установлена в 1971 году на здании глазного отделения Республиканской больницы (улица Федосовой, ныне здание Патриаршего Подворья) |
|             | Мемориальная доска Суло Хейккиевичу Юнтунену — народному художнику СССР. Доска установлена на Доме специалистов (проспект Ленина, 8), где с 1949 по 1980 годы работал Суло Юнтунен. Установлена 7 сентября 1995 г.. |
|             | Мемориальная доска Николаю Матвеевиу Яккола (1905—1967) — писателю, заслуженному работнику культуры Карельской АССР. Доска установлена на Доме специалистов (проспект Ленина, 8), где жил и работал Николай Яккола. |
|             | Мемориальная доска Гуго Эриковичу Ялава — машинисту ленинского паровоза № 293. Текст мемориальной доски: «В этом доме в 1948—1950 гг. жил Гуго Эрикович Ялава. После июльских событий 1917 г. на историческом паровозе № 293 он доставил В. И. Ленина в Финляндию, а в октябре 1917 г. нелегально привёз в Петроград». Текст на мемориальной доске выполнен на русском и финском языках. Доска установлена на доме № 13 по проспекту Ленина, где в 1948—1950 годах жил Гуго Ялава. Мемориальная доска открыта в 1970 году. |
|             | Мемориальная доска А. В. Андрианову, Д. И. Барскому, А. И. Вичуриной, В. Х. Смирновой — учителям школы-интерната № 21 — участникам Великой Отечественной войны. Мемориальная доска установлена на школе № 21 (улица Щербакова, 21). Доска открыта в 2012 году. |
|             | Памятная доска Надежде Александровне Кротовой — организатору физкультуры и спорта в Карелии. Открыта 15 января 2015 г. на доме № 22 по улице Гоголя |
|             | Памятная доска Николаю Дмитриевичу Павлову — лётчику, Герою Советского Союза. Открыта 7 мая 2015 г. на здании железнодорожного вокзала Петрозаводска |
|             | Памятная доска пожарному Георгию Семёнову. Открыта 26 июня 2015 г. на здании Пожарной части № 1 имени капитана Георгия Семёнова |
|             | Памятная доска на здании Петрозаводского базового медицинского колледжа (ул. Советская, 15) в честь Героя Труда доктора И. А. Шифа |
|             | Памятная доска на доме по проспекту Энгельса, 4. Установлена 10 октября 2017 г. в честь заслуженного учителя Карельской АССР директора Архитектурно-строительного техникума Ростислава Александровича Роопа |
|             | Памятная доска на доме по улице Маршала Толбухина, 1. Установлена 29 июня 2018 г. в честь Героя Советского Союза Ф. И. Толбухина |
|             | Памятная доска на доме по улице Калевалы, 10 на здании пожарного депо. Установлена 19 ноября 2018 г. в честь первого начальника пожарно-спасательной части № 4 подполковника внутренней службы Николая Павловича Климкина |
|             | Памятная доска на доме по проспекту Ленина, 11 на жилом доме, где жил Фёдор Фёдорович Машаров (1890—1981) — организатор шахматного спорта в Карелии, педагог, военачальник, участник Первой мировой, Гражданской, Советско-финляндской 1939—1940 гг. и Великой Отечественной войн, депутат Петрозаводского горсовета. Установлена 19 июля 2019 г. |
|             | Памятная доска на доме по проспекту Ленина, 25 на жилом доме, где жила балетмейстер Виола Мальми (1932—2010). Установлена 23 сентября 2020 г. |
|             | Памятная доска на доме по площади Ленина, 2, где работал министр юстиции Карелии Александр Петровский (1956—2012). Установлена в сентябре 2020 г. |
|             | Памятная доска старшему сержанту милиции Алексею Ивановичу Казунину на здании Петрозаводского линейного отдела МВД России на транспорте на улице Грибоедова. А. Казунин погиб на боевом посту 8 ноября 1957 г. при сопровождении поезда Петрозаводск-Токари от рук бандитов братьев Ковериных, устроивших разбойное нападение на дежурного по станции Пяжиева Сельга. Изначально доска была установлена 7 ноября 1995 г. на здании отдела на Первомайском проспекте, 65.                                                   |
|             | Памятная доска на доме по улице Кирова, дом № 24, где жили актёры Дарья Карпова и Тойво Ланкинен. Установлена 4 ноября 2020 г. |
|             | Памятная доска на доме по улице Мелентьевой, дом № 22, где жил поэт Иван Костин. Установлена 17 февраля 2021 г. |
|             | Памятная доска на доме по улице Свердлова, дом № 23, где жил спортсмен — стрелок из винтовки Валерий Постоянов. Установлена 11 октября 2021 г. |
|             | Памятная доска на доме по улице Самуила Маршака в честь поэта С. Я. Маршака, проживавшего в 1918 г. в г Петрозаводске. Установлена в августе 2021 г. |
|             | Памятная доска на доме по улице Петра Тикиляйнена в честь Героя Советского Союза Петра Тикиляйнена Установлена в августе 2021 г. |
|             | Памятная доска Дмитрию Ижековскому, погибшему в ходе вторжения России на Украину. Установлена на здании школы № 34 на Комсомольском проспекте, 31а 28 июля 2022 г. |
|             | Памятная доска в честь бывшего министра МВД республики и почетного гражданина Карелии Виктора Мяукина. Установлена на здании по ул. Куйбышева, 10 8 июля 2022 г. |
|             | Памятная доска в честь архитектора Лазаря Чинёнова. Установлена на здании на здании № 13 по улице Энгельса, построенном по его проекту, 7 ноября 2023 г. |
|             | Памятные доски в честь Юрия Владимировича Андропова и Роберта Рождественского. Установлены на здании Петрозаводского государственного университета в 2024 г. |

### Мемориальные доски, установленные в память о событиях, памятных датах, а также в честь учреждений, предприятий, воинских формирований
| Изображение | Название, современное местоположение, описание, краткая история |
| ----------- | --- |
|             | Мемориальная доска в память о Петровском заводе, где изготавливались якоря, пушки, пистолеты, ружья, шпаги для Российского флота в 1703—1721 годах. Доска установлена на доме № 2 по набережной Гюллинга, где находился Петровский завод. |
|             | Мемориальная доска в честь 200-летия Петрозаводской городской больницы, открытой в 1785 году выдающимся русским поэтом, Олонецким губернатором Гаврилой Романовичем Державиным. Доска установлена на здании горбольницы (улица Кирова, 40). |
|             | Мемориальная доска в память о госпитале для раненых воинов Советской Армии, который размещался в здании школы (улица Антикайнена, 4) в годы войны (1939—1940, 1941, 1944—1945 годы). |
|             | Мемориальная доска в ознаменование боевых заслуг в Великой Отечественной войне 71-й Кразнознамённой Торуньской стрелковой дивизии, сформированной в 1940 году в городе Петрозаводске. Доска установлена на здании республиканского военкомата (улица Антикайнена, 19) в 1975 г.. |
|             | Мемориальная доска в ознаменование боевых заслуг Онежской военной флотилии в годы Гражданской и Великой Отечественной войн. Доска установлена на здании водного вокзала (проспект Карла Маркса, 1-А). Доска открыта 28 июня 1979 года. |
|             | Мемориальная доска в память об узниках концлагерей Петрозаводска. Текст мемориальной доски: «В г. Петрозаводске в годы оккупации Финляндией (1941—1944 гг.) существовало 7 концлагерей, где содержалось 25 тысяч мирных граждан и детей. 7 тысяч узников погибло от голода, болезней, истязаний. Вечная им память». Доска установлена на камне, установленном в память о концлагере № 6 (улица Чапаева). |
|             | Мемориальная доска «Схема расположения концлагерей в городе Петрозаводске в 1941—1944 годах». Доска установлена на камне, установленном в память о концлагере № 6 (улица Чапаева). |
|             | Памятная доска в честь создания в 1923 г. первого пионерского отряда «Красный печатник» на здании бывшей типографии имени Анохина на улице «Правды». |
|             | Мемориальная доска на доме по улице Гоголя, где с 1962 по 1998 год располагался штаб 6-й общевойсковой армии. |
|             | Мемориальная доска на доме по улице Гоголя, где в 1918 году располагался Петрозаводский коммунистический полк. |
|             | Мемориальная доска на доме № 8 по улице Свердлова, где с 1954 по 1961 год располагался штаб 22-й воздушной армии, с 1962 по 1985 год располагался штаб 5-й дивизии противовоздушной обороны. Открыта 24 сентября 1999. |
|             | Мемориальная доска «Во благо России» в память о Петровском заводе. Установлена на доме № 2 по набережной Гюллинга. |
|             | Памятная доска в честь 50-летия ВЛКСМ. Была установлена на доме № 1 на площади Ленина в 1968 году. |
|             | Памятная доска в честь 300-полиции. Была установлена на доме на улице Пушкинской, на которой в XVIII в. находилось Петрозаводское городское полицейское управление. Открыта 12 ноября 2018 г.. |
|             | Памятная доска в честь 100-летнего юбилея ВЛКСМ. Открыта 29 октября 2018 г. на здании по улице Куйбышева, 5, где с 1952 по 1991 год располагался центральный комитет комсомола Карелии |
|             | Памятная доска в честь защитников Донбасса. Открыта в мае 2022 г. на здании школы № 55 по улице Оборонной, 5 |
|             | Памятная доска — «Въезжая площадь» в честь одной из первых площадей города. Открыта 2 августа 2022 г. на здании гостиницы Северная на проспекте Ленина, 21 |
|             | Памятная доска в честь воинов-интернационалистов на бульваре Интернационалистов. Установлена в 2025 г. |

### Памятные доски — указатели памятников архитектуры, зданий, учреждений
| Изображение | Название, современное местоположение, описание, краткая история |
| ----------- | --- |
|             | Памятная доска — указатель «Ансамбль зданий на Круглой площади XVIII века. Здание Губернской канцелярии». Доска установлена на доме № 1 по площади Ленина. Доска открыта в 2012 году. |
|             | Памятная доска — указатель «Ансамбль зданий на Круглой площади XVIII века. Здание присутственных мест». Доска установлена на доме № 2 по площади Ленина. Доска открыта в 2012 году. |
|             | Памятная доска — указатель «Ансамбль зданий на Круглой площади XVIII века». Доска установлена на доме № 2-А по площади Ленина. Доска открыта в 2012 году. |
|             | Памятная доска — указатель «Дом Захаровых». Текст памятной доски: «Памятник архитектуры. Дом Захаровых построен в 1905 г. Охраняется государством на основаниях постановления Совета Министров Карельской АССР от 30.09.82 г.». Доска установлена на доме № 30 по улице Свердлова. |
|             | Памятная доска — указатель «Дом Абакумовых». Текст памятной доски: «Памятник архитектуры. Дом Абакумовых построен в середине XIX в. Охраняется государством на основаниях постановления Совета Министров Карельской АССР от 30.09.82 г.». Доска установлена на доме № 1 по улице Толстого. |
|             | Памятная доска — указатель «Речной вокзал». Текст памятной доски: «Речной вокзал построен в 1975 г. с оценкой „отлично“. Автор проекта архитектор Розенфельд Е. Д., оформление интерьеров проекта Клеймана С. Б. Здание построено Петрозаводским жилстройтрестом. Начальник участка — Любимов Н. И., прорабы: Патроев В. Е., заслуженный строитель КАССР Старкова Н. А., бригады: Афанасьевой В. Д., Горчанина В. К., Заслуженного строителя КАССР и РСФСР Мосеевой А. И., Шавкело Ц. Ф.». Доска установлена на здании водного вокзала (проспект Карла Маркса, 1-А). |
|             | Памятная доска — указатель «Сад олонецкого губернатора и управляющего горными заводами. Памятник истории и культуры». Доска установлена на входе в Губернаторский парк, открыта 28 июня 2003 года к 300-летию Петрозаводска. |
|             | Памятная доска — указатель в память о реконструкции Губернаторского сада в 2003 году к 300-летию Петрозаводска. Доска установлена на входе в Губернаторский парк, открыта 28 июня 2003 года. |
|             | Памятная доска — указатель «Театр». Текст памятной доски: «Здание театра построено в 1952—1955 гг. по проекту архитектора С. Г. Бродского, скульптурное оформление С. Т. Коненкова. Строительство осуществлялось под руководством инженера Т. О. Меньковича и директора театров С. П. Звездина». Доска установлена на здании Музыкального театра Республики Карелия (площадь Кирова, 4). |
|             | Памятная доска — указатель «Церковь во имя святой великомученицы Екатерины». Текст памятной доски: «Церковь во имя святой великомученицы Екатерины. Начало строительства в 1877 году. Освящена в январе 1978 года». Доска установлена на Екатерининской церкви (Вольная улица). |
|             | Памятная доска — указатель в память о реконструкции Центрального рынка в 1990—1995 годах на средства Петрозаводского ГорПО. |
|             | Доска «Образцовое здание 1949 года» на здании по улице Андропова, 6 |
|             | Памятная доска — указатель на здании по адресу Кирова, 21 в котором работал заслуженный врач Карельской АССР М. Д. Иссерсон. |

## Прочие
- Паровоз-памятник Эр 738-47. Установлен 2 августа 1987 г. на перроне железнодорожного вокзала г. Петрозаводска. Паровоз был построен в 1935 г. в Брянске на заводе «Красный Профинтерн» и работал на Петрозаводском отделении Кировской и Октябрьской железной дорог. В годы Великой Отечественной войны водил поезда с грузами для Волховского и Ленинградского фронтов, работал на линии в блокадный Ленинград[91]. В 2013 г. однотипный ему паровоз Эр 795-82 был установлен в качестве музейного на территории депо Петрозаводска[92].

- Паровоз Эр 738-47
- Табличка на паровозе-памятнике Эр 738-47

## Голиковка и Зарека

### Улица Варламова
- Памятник-якорь у речного училища — утрачен. На этом месте установлен памятник Николаю Варламову[93].

### Улица Володарского
- Памятная доска Н. Т. Григорьеву на доме № 31. Открыта в 1953 г.[94]. Утрачена.

### Голиковский парк
- Памятный знак «Колокол Чернобыля звучит в наших сердцах»
- Хачкар — крест-памятник от армянской диаспоры. Установлен в 2003 году к 300-летию Петрозаводска.
- Надгробье Фаддея Блаженного

- Памятный знак «Колокол Чернобыля»
- Хачкар

### Зарецкое кладбище
- Мемориал «Братская могила советских воинов, погибших в 1939—1940 и 1941—1945 годах». Мемориал был оформлен в 1984 году. Автор проекта — художник Г. В. Иванов[30].
- Мемориал памяти жертв политических репрессий 1937—1938 годов
- Крест 1725 года

- Мемориал «Братская могила советских воинов»
- Мемориал памяти жертв политических репрессий

### Улица Калинина
- Памятная доска М. И. Калинину. Установлена в 1980-х годах на здании кинотеатра «Сампо».(памятная доска утрачена, здание кинотеатра снесено в 2013 году)

### Литейная площадь
- Мемориальная доска в честь А. М. Лисицыной на здании Карельского колледжа культуры и искусств, ул. Калинина, 54[95].
- Памятник трактору. Памятник (трактор ТДТ-4) установлен на Литейной площади перед бывшим зданием заводоуправления Онежского тракторного завода в 2006 году в ознаменование 50-летия начала выпуска на заводе дизельных трелёвочных тракторов для лесной промышленности.
- Памятная доска — награда ОТЗ
- Памятная доска — награда ОТЗ
- Памятные доски, посвящённые Александровскому заводу (ОТЗ)
- памятная доска руководителям Онежского тракторного завода[96]
- Памятная доска, посвящённая партизанскому отряду «Красный Онежец», действовавшему в 1941—1944 годах
- Первая в России железная дорога (чугунный колесопровод)
- Артобъект «железный человек»[97].
- Артобъект «Трон»[98]
- Артобъект — символ Карелии комар-пискун. Автор В. Зорин[99].
- Артобъект «Гигантские лыжи».
- Артобъект — гибрид трактора и комара. Установлен в июле 2019 г.[100].
- Артобъект «Отпуск» — гигантский банан, приклеенный скотчем к стене[101].
- Памятник первой российской паровой машине. Установлен в 2024 г.[102].

- Чугунный колесопровод
- Трактор ТДТ—40
- Памятная доска
- Памятная доска
- Арт-объект «Трон»
- Арт-объект «Трактор-Комар»

### Улица Казарменская
- Техно-арт-аллея. Автор — архитектор Евгений Фролов[103]
- Арт-объект «С чистого листа». Автор — скульптор Алексей Лебедев. Установлен в 2018 г.[104].
- Памятный знак в честь создателей и тружеников Онежского и Александровского заводов. Элементом памятника является 12-тонная шунгитовая глыба, добытая на Зажогинском месторождении в Заонежье. Открыт 25 сентября 2020 г.[105].

### Улица Архиппа Перттунена
- Памятная доска Перттунену

### Улица «Правды»
- Монумент в честь пожарных и спасателей Карелии. Установлен 21 июля 2017 г. около пожарно-спасательной части[106].

2 августа 2019 г. перед памятником зажжён вечный Огонь памяти (действовал в 2019—2020 гг.).

### Улица Луначарского
- Памятник Олонецким воинам
- Мемориальная доска в честь купца-филантропа Марка Пименова на доме № 2 и памятные знаки «Мост Марка Пименова»[108].

### Улица Ригачина
- Стела Маяк установлена в 1985 г. возле здания Петрозаводской ремонтно-эксплуатационной базы флота. 1 июля 2018 г. в здании, ранее принадлежавшем Беломорско-Онежскому пароходству открыта памятная доска пароходству (информация отражена на русском языке и на азбуке Морзе).

- Стела Маяк в Петрозаводске
- Памятная доска БОПу

### Набережная Ла-Рошель
- Стела Ла-Рошель. Установлена в связи с переименованием в 1977 г. части Лососинской набережной в набережную Ла-Рошель[109]. В XXI в. заменена на новую.
- Фонтан.

### Проспект Александра Невского
- Якорь у рыбного магазина[110]

### Улица Льва Толстого
- (старый дом — доска)
- (старый дом — доска, утрачена)
- (сгоревший дом — доска, утрачена)

## Древлянка

### Берёзовая аллея
- Фонтан. Открыт на Берёзовой аллее в июне 1998 года. Изначально с фонтаном работал источник.

### Почтовая площадь
- Арт-объект «Тигр». Изготовлен из гранита месторождения Кулгуваара. Открыт 19 июня 2024 г.[111].

### Лососинское шоссе
- Памятник медикам, погибшим на полях сражений. Открыт в 8 июня 2001 года на Лососинском шоссе около здания Республиканской больницы имени В. А. Баранова. Гранитный монумент с символическим металлическим крестом. Скульптор Ченка Шуквани.
- Памятник служебной собаке Амуру, погибшему при задержании вооружённого преступника. Установлен 28 августа 2017 г. у входа в здание Центра кинологической службы МВД по Республики Карелия[112]

### Улица Попова
- Скульптура «Царевна-лягушка». Скульптура установлена в 1995 году в лесном массиве на улице Попова. Скульптор — Григорий Борисович Салтуп. Скульптура подвергалась неоднократным нападениям вандалов. В частности, в 1997 г. была утрачена корона лягушки[113] В летний период 2008 года была выполнена покраска скульптуры. В январе 2021 г. корона была восстановлена[114].

- Скульптура "Лягушка" в Петрозаводске

### Сыктывкарская улица
- Поклонный крест, 2000—2009 годы
- Памятник защитникам Петрозаводска на улице Сыктывкарской. 27 сентября 2016 г. была высажена роща карельских берез и установлен закладной камень памятника[115]. Открыт 29 ноября 2016[116].
- Памятная табличка Сада памяти героев, погибших в ходе выполнения задач в специальной операции[117].

- Памятник защитникам Петрозаводска

### Лесной проспект
- Памятный знак «Топографический центр Петрозаводска» с указателем расстояния до ряда столиц мира и «камнем желаний». Установлен в 2015 г. между рекой Неглинкой и ТЦ Лотос-Плаза.

- Памятный знак "Топографический центр Петрозаводска"

### Чистая улица
- Памятная табличка на камне в честь выдающихся семей Петрозаводска. Установлена в 2016 г[118].

## Тутолминская аллея
- 22 мая 2023 г. открыт бюст олонецкому и архангельскому генерал-губернатору Тимофею Ивановичу Тутолмину[119].

### Университетская улица
- Арт-объект-мостик «Соединение пространств». Открыт в 2018 г[120].

- Мост Соединение пространств через канаву в Петрозаводске

## Железнодорожный и Рыбка

### Ветеринарный переулок
- Стела «Петрозаводская ТЭЦ». Установлена на Ветеринарном переулке в 1970-х годах.

### Улица Профсоюзов
- Мемориальный знак на месте финского концлагеря[121]

## Зимник

### Местечко Зимник
- Скульптура девушки. Установлена в местечке Зимник в 1980-х годах.

## Ключевая

### Улица Антонова
- Памятная доска Антонову

### Нойбранденбургская улица
- Стела «Улица Нойбранденбургская». Установлена на Нойбранденбургской улице в 1980-х годах, утрачена в начале 2000-х годов. Имела надписи на русском и немецком языках.
- Стела «Улица Нойбранденбургская». Установлена на Нойбранденбургской улице в 2009 году.
- Памятная доска на поликлинике № 4
- Памятная доска на школе № 39

### Улица Онежской Флотилии
- Стела «Северная Точка». Установлена в 1980-х годах в конце улицы Онежской Флотилии. Имеются изображение корабля (символ судостроительного завода «Авангард»), даты основания завода «Северная Точка» (1939 год) и города (1703 год).

## Кукковкаи Старая Кукковка

### Вытегорское шоссе
- Стела ОТЗ
- Закладной камень на месте строительства мечети[122]

### Вторая площадка ОТЗ
- Закладная табличка о строительстве второй площадки ОТЗ, утрачена в 1990-х гг.
- Памятник защитникам города у второй площадки ОТЗ. Открыт в 2015 г.[123].

### Улица Ровио
- Памятный знак в честь Густава Ровио. Установлен 1 ноября 1987 г. Автор проекта знака — художник Н. П. Тришков[124].
- Скульптура «Петух». Установлена в 1988 г. Автор — Вальтер Сойни[125]
- Поклонный крест на месте строительства храма.
- Скульптура бабушка с дедушкой («Колобок»). Часть утраченного ансамбля малых форм, демонтирована в 2021 г.
- Скульптура Дружба народов
- Скульптура медведя, утрачена.
- Памятный знак в честь столетия комсомола. Установлен в сентябре 2019 г., автор С. Трешкин[126].

### Аллея Энтузиастов
- Кинетические фигуры «Ветряки»[127].

### Комсомольский проспект
- Памятник-самолёт Су-27. Установлен на территории Петрозаводского президентского кадетского училища (данный памятник виден всем, проходящим и проезжающим по Комсомольскому проспекту)Истребитель «Су-27» покрасили и поставили на постамент около Кадетского училища

### Конный переулок
- Арт-объект «Лыжники», посвящённый петроглифам. Открыт в октябре 2023 г. в начале лыжной трассы «Фонтаны». Автор — А. Ким[128].

## Октябрьский и Первомайский

### Набережная Варкауса
- Памятник водопроводному крану. Установлен 17 июня 2005 года в память 70-летия Петрозаводского водоканала на набережной Варкауса.
- Стела «наб. Варкауса»
- Арт-объект «Хоровод» из пяти человеческих силуэтов, выполненных из тонких листов металла. Установлен в мае 2025 г.[129]

- 70-летие Водоканала

### Ленинградская улица
- Памятный знак в честь ветеранов карельской ГИБДД. Открыт 20 мая 2017 г.[130].

### Парк Железнодорожников
- Памятный знак на месте первой маёвки . Открыт 24 мая 1970 г.[131]

- Памятный знак первой маёвки

- Утраченный памятник наркому Л. Кагановичу
- Фонтан. Фонтан в саду Железнодорожников (ныне — парк Железнодорожников), в центре главной аллеи, был открыт 19 июля 1938 года. В годы оккупации 1941—1944 годов был разрушен, в 1947 году восстановлен. Утрачен в 1960-е годы (к 2009 году остался фундамент).

### Улица Зайцева
- Памятник Герою Советского Союза Василию Зайцеву на улице Зайцева. Установлен в 1987 году.

### Сквер имени Ленинградских Ополченцев
- Памятный знак — сквер Ленинградских Ополченцев

### Улица Лисицыной
- Памятник Герою Советского Союза Анне Лисицыной на улице Лисицыной. Установлен в 1987 году.

### Улица Мелентьевой
- Памятный знак в Сквере машиностроителей[132].
- Мемориальные доски в честь Марии Мелентьевой на доме № 20 и около дома № 61[133][134].

### Октябрьский проспект
- Cкульптурная группа — герои мультфильмов. Утрачена.

### Первомайский проспект
- Памятник «Танк Т-34» в сквере имени И. С. Молчанова — первого военного коменданта Петрозаводска (1944)

- Памятник в честь 25-летия освобождения Петрозаводска
- Памятная доска на памятнике
- Памятник с прилегающей территорией

- Памятный знак «Советским и Российским воинам, павшим за Отечество», открыт 8 мая 2017 г. Скульптор — Михаил Сердюков[135].

- Утраченный фонтан у магазина Сад-Огород
- Панно-памятная доска в честь дирижёра Г. Е. Терацуянца на здании детской хоровой школы[136].

- «Сплетение начал» — рисунок на кинотеатре «Калевала» художника Александра Жунёва[137]

- Памятник вырубленным деревьям на углу Первомайского проспекта и улицы Кондопожской

### Бульвар Победы
- Памятный камень ветеранам пограничной службы. Памятный камень установлен на бульваре Победы в 2008 году. К 65-летию Победы были произведены некоторые изменения, вследствие чего это уже не памятный камень, а символический пограничный рубеж, и воздвигнут он в честь защитников границы, воевавших на фронтах Великой Отечественной войны, исполнявших свой интернациональный долг в Афганистане, принимавших участие в локальных войнах и вооружённых конфликтах, в честь тех, кто служит в настоящее время и кому ещё предстоит охранять рубежи Родины[138]. Авторы проекта — Е. Г. Таев, В. П. Лобанов.
- Галерея городов-героев. Открыта 9 мая 1995 года в честь 50-летия Победы в Великой Отечественной войне. Архитекторы — Маричева, Кобяка, Мазалова, Молчанова. Скульптор — Стрепетова[30].
- Памятник сотрудникам органов госбезопасности — защитникам Отечества. 11-метровая стела открыта 8 мая 2018 г.[139]

- Ветеранам-пограничникам
- Галерея городов-героев
- Памятник сотрудникам органов госбезопасности

- Фонтан — был установлен в 1970-х гг. Утрачен в конце 1980-х гг.

### Гидропортовый спуск
- Памятный знак к 90-летию гражданской авиации в Карелии. Установлен на месте бывшего гидроаэропорта в 2024 г.[140].

### Сквер Героя Советского Союза Анны Лисицыной
- Арт-объект «Одуванчик». Установлен в октябре 2022 г.[141].

### Северный переулок
- Чёрный тюльпан — бывший Северный переулок. 2 августа 2015 г. рядом с мемориалом был открыт памятник воинам воздушно-десантных войск — боевая машина десанта БМД-1[142]. 2 августа 2016 г. у мемориального комплекса был установлен бюст командующему Воздушно-десантными войсками СССР Василию Маргелову[143].

### Площадь Старого Вокзала
- Фонтан в сквере у железнодорожного вокзала (с 1955 года — Старый вокзал) был открыт в 1936 году. Утрачен в 1950-х годах.

### Проезд Станция Петрозаводск-Товарная
- Арт-объект «Карельский пахарь».

### Советская улица
- Памятная табличка, установленная в честь начала строительства стадиона Петрозаводскмаш о заложенном в земле послании к потомкам. Утрачена, в настоящее время в месте закладки послания жилой дом.
- Памятник «Солдатам правопорядка Республики Карелия, погибшим при выполнении служебно-боевых задач» на территории Карельского управления Росгвардии[144].
- Памятная доска в честь пионерской дружины имени Героя Советского Союза В. М. Зайцева на школе 6[145].

## Перевалка и Рыбка

### Западный переулок
- Стела Гордэу

### Зелёная улица
- Памятная доска блокадникам

### Улица Островского
- Памятник-самолёт «ЯК-28-р». Установлен на улице Островского в 1980-х годах. Демонтирован 28 мая 2001 года (перевезён в аэропорт «Пески» для музея истории авиации).
- Памятник-вертолёт. Установлен на улице Островского в 1980-х годах. Демонтирован в конце 1990-х годов.

### Улица Чапаева
- Памятная доска-арт-объект «Здесь мог бы жить и работать герой гражданской войны, легендарный комдив В. И. Чапаев»[146]
- Фонтан имени Чапаева
- Стела МЖК — демонтирована в 2013 году
- Памятная доска в честь 50-летия кинотеатра «Искра»

### Партизанская улица
- памятная доска партизанам Карелии (на валуне). Установлена 12 июля 2021 г.[147].

### Суоярвское шоссе
- Закладной камень физкультурно-оздоровительного комплекса «Динамо» с посланием жителям Карелии 2075 года (год 150-летия Карельского общества «Динамо»)[148].

## Пески

### Кладбище «Пески»
- Мемориал и памятная доска памяти советских граждан, замученных в финских концентрационных лагерях (1941—1944 гг.)[149][150].
- Мемориал советским воинам на кладбище «Пески»[151].
- Памятный знак узникам финских концлагерей.
- Памятный знак на месте захоронения немецких военнопленных.
- Памятный знак венгерским военнопленным.

### Авиационная площадь
- Вертолёт-памятник Ми-1М СССР-81546.

### Соломенское шоссе
- Памятник-крест в память о расстрелянных священниках

## Северная промзона

### Заводская улица
- Стела «Петрозаводскбуммаш». Установлена на стыке улиц Зайцева и Заводской и Соломенского шоссе. Имеет изображение Владимира Ленина. Снесена 22 февраля 2020 г.[13].
- Первый пожарный робот в СССР — открыт 18 июня 2022 г., является макетом первого пожарного робота в стране, созданного в Карелии и заступившего на дежурство в музее-заповеднике Кижи 18 июня 1984 года[152].

### улица Зайцева
- Памятный знак 50 лет «Петрозаводскбуммаш». Установлен у центральной проходной завода. Памятный знак в честь 60-летия производства[153].

### Шуйское шоссе
- Стела Петрозаводск. Установлена в 1969 г.[154]

## Соломенное

### Петрозаводское шоссе
- Братская могила советских воинов[155]

### Ботанический сад
- Скульптура

### Чёртов Стул
- Памятная доска

## Сулажгора

### Новосулажгорская улица
- Грузовик ЗИС-5. Снят с постамента, утрачен.
- 2 ноября 1967 г. на доме 44 по Новосулажгорской улице была установлена памятная доска с надписью: «В этом доме находился штаб обороны города от белофинских интервентов в мае-июне 1919 г.»[156].

### Пряжинское шоссе
- Памятный знак «Сулажгорские высоты» на Пряжинском шоссе в память обороны Петрозаводска от финских войск в 1919 году. Изначально памятник находился ближе к улице Сулажгорской, в 1980-х года перенесён на Пряжинское шоссе. Памятник рубеж обороны Петрозаводска был изготовлен в 1987 г. на заводе «Петрозаводскмаш»[157].

### Сулажгорская улица
- Утраченная памятная доска
- Поклонный крест на месте утраченного Дмитриевского храма[158].

### Шуйская улица
- Доска на историческом доме — памятнике истории[159].

## Центр

### Парк имени 50-летия Пионерской Организации
- Скульптура «Медведь»

Скульптура установлена в 2007 году. Скульптор Михаил Коппалев. Финансовую поддержку проекту оказал один из предпринимателей Петрозаводска. Работа над скульптурой продолжалась 8 лет. Скульптура является символом Карелии.
- Скульптура «Медведь»

- Памятник погибшим в Чечне

Первый в России памятник жертвам войны в Чечне. Установлен в 1997 году, скульптор Ченк Минаевич Шуквани.
- Памятник "Сынам Карелии, погибшим в Чечне"

- Арт-объект «Живи», посвящённый пропавшим детям[161].

- Знак в честь Парка имени 50-летия Пионерской Организации.

- Стела в память о пропавших детях[162]

### Лес Победы
- Мемориальная доска в память о павших воинах  и «Книга памяти»В Петрозаводске открылась Книга памяти

### Аллея 300-летия Петрозаводска
- Памятный знак «300 лет Петрозаводску»

### Улица Андропова
- памятная доска Ю. В. Андропову
- Памятная доска в честь Вячеслава Константиновича Королева — министра лесной промышленности Карельской АССР. Установлена на здании по улице Андропова, 4 в 2004 г.[163]

### Улица Анохина
- Памятная доска на школе № 10.
- Памятная доска на здании ПКЖТ.
- Памятный знак «Послание будущим поколениям студентов-железнодорожников 2020—2050 гг.»[164]

### Улица Антикайнена
- Памятная доска на Путейском мосту, построенном в послевоенное время работниками Петрозаводской дистанции пути — утрачена[165]
- Арт-объекты «Железный зверинец» — волки, зубр, олень, медведь; ладонь в районе пересечения с улицей Крупской[166][167]
- Стела «Трудовая слава Петрозаводска». Утрачена.
- Памятники — бюсты А. В. Суворову и П. С. Нахимову у республиканского военкомата[168].

### Безымянный сквер
- Галерея передовиков строительства Карелии, автор — архитектор Эльвина Адалева, установлена в 1970-х гг.[169].

### Площадь Гагарина
- Памятный знак о награждении Петрозаводска Орденом Трудового Красного Знамени. Располагался на здании холодильника (площадь Гагарина, 1). Представлял собой герб СССР и текст на русском и финском языках: «Указом Президиума Верховного Совета СССР от 4 августа 1978 года город Петрозаводск награждён Орденом Трудового Красного Знамени». Демонтирован в 2003 году.
- Арт-объект «Калитки», автор В. Зорин. Установлен в июне 2020 г.[170].

### Улица Германа Титова
- Памятник «Защитникам закона — ветеранам Великой Отечественной войны». Установлен 9 мая 2021 г.[171].

### Улица Гоголя
- Памятная доска на Доме крестьянина
- Военные экспонаты (две пушки, транспортное средство). До 2011 года.
- Памятник Владимиру Ленину во дворе воинской части
- Памятная капсула на месте строительства нового Гоголевского путепровода. Заложена 25 августа 2016 г.[172].

- Пушки на улице Гоголя

### Аллея Городов-Побратимов
- Дерево дружбы. Знак породнённых городов. Открыт в 1978 г. в рамках празднования 275-летия города Петрозаводска.

Авторы — Михаил Коппалев и Ченка Шуквани, открыт в конце 80-х годов. Аналогичная скульптура имелась в Нойбранденбурге. Демонтировано администрацией Петрозаводска в 2020 г. для установки на этом месте стелы «Город воинской славы». В ноябре 2020 года, после реставрации, монумент «Дерево дружбы» был установлен на Онежской набережной.
- Поклонный крест
- Памятная стела с именами городов-побратимов. Демонтирована администрацией Петрозаводска в 2020 г.

- Аллея Городов-побратимов
- Дерево Дружбы.

### Губернаторский парк
- Памятник Сталину (демонтирован)
- Памятник Ленин в детстве (демонтирован)
- Скульптура (демонтирована)
- Памятная табличка, в честь Державинской аллеи, высаженной в парке в честь 300-летия российско прокуратуры в 2021 г.[177]
- Памятник Ленину (до 2002 года)
- Три пушки
- Шестерня
- Продукция Александровского завода
- Железная дорога (чугунный колесопровод)
- Разъезд

- Чугунный колесопровод

### Улица Дзержинского
- Памятная доска (утрачена)
- Нулевой километр[178]

### Еврейское кладбище
- Памятный знак «Менора». Памятник установлен в 2004 году в память жертв Холокоста и репрессий. Памятник создан и установлен на средства членов еврейской общины. Авторы — Александр Ланда и Евгений Калинин. Памятник, сделанный в форме древнего светильника-меноры, выковал петрозаводский мастер-кузнец Николай Беляков.

### Зарецкий парк и пойма р.Лососинка
- Скульптура «Фавн»[179].
- Зона арт-объектов — скамейка-рукавица, бабушкин сад, «Забава», «Время», «Толща небес» и других[180].
- Арт-объект «Лосось». Установлен в 2017 г., демонтирован в 2023 г. Авторы А. Селиверстов и С. Перский[181].
- Арт-объект «Узы брака» в округлой композиции со свисающими цепями. Автор — Евгений Фролов. Установлен в 2024 г.[182].

- Скульптура «Фавн»
- Арт-объект «Забава»

### Площадь Кирова
- Памятник Иосифу Виссарионовичу Сталину. Установлен в мае 1941 года, разрушен в октябре 1941 года.
- Скульптура «Дружба». Установлена на здании Музыкального театра в 1955 году.
- Фонтан. 5 ноября 1935 года в Петрозаводске была введена первая очередь городского водопровода. В ознаменование этого события из колодца на углу площади Кирова был пущен фонтан. Фонтан просуществовал недолго.

### Улица Кирова
- Скульптуры у роддома имени Гуткина. Центральная скульптура «Мать и дитя» отреставрирована в 2018 г.[183], мемориальная доска Константину Андреевичу Гуткину[184].
- Памятник поэтам Владимиру Морозову и Роберту Рождественскому у филармонии. Создан московскими скульпторами В. Шановым и Д. Успенской. Открыт 28 сентября 2018 г.[185].
- Памятная доска на детской горбольнице
- Памятная доска на БСМП

- Закладной камень памятника продкомиссару И. Ф. Петрову на ул. Кирова

### Коммунальная улица
- Скульптура «Богатство» скульптора В. Сянтти. Создана по заказу «Текобанка» и первоначально располагалась перед зданием банка на Советской улице. В 2002 году перенесена на Коммунальную улицу.

### Александровский сквер
- Памятник-пушка в честь 200-летия Александровского завода. Ствол пушки отлит в 1852 году, лафет изготовлен на Онежском тракторном заводе. Была экспонатом Ленинградского артиллерийского музея, после чего передана Петрозаводску. Памятник открыт в 1974 году[186][187].

- Памятник-пушка в честь 200-летия Александровского завода
- Памятная доска

### Красная улица
- Памятная доска К. С. Еремееву (открыта в 1970 г., утрачена в советский период), угол улиц Красная и Андропова[188]
- Скульптура «Икар» на здании госкомстата, автор В. Сойни[189]
- Мемориальная доска на здании госкомстата
- Фонтан около ДТиЮ
- Артобъект «Кто раньше?» — курица или яйцо — голова сидящего человека в очках, скульптор Александр Ким. Установлен на пересечении с улицей Энгельса 21 июля 2017 г.[190].

- Артобъект «Кто раньше?»

### Государев сад
- Бюст Петру I. Установлен в 1824 г. в Петровском саду. Изготовлен на Санкт-Петербургском чугунолитейном заводе. Существовали два проекта чугунного пьедестала под бюст; один принадлежал архитектору Праве, второй — архитектору Монферрану. Бюст утрачен в начале XX века.
- Памятная чугунная доска на токарне Петра Великого с надписью: «Строено рачением и трудами Артиллерии Полковникаи Олонецкого Коменданта Вильгельма Генина в 1718 году»[191]. Не сохранилась.
- Скульптура «Пловчиха». Скульптура существовала в 1950-х и 1960-х годах.
- Скульптура «Сказка о рыбаке и рыбке». Скульптура была установлена в 1963 году. Утрачена в 1970-е годы.
- Скульптура «Юность». Установлена в 1977 году.
- Поклонный крест с мемориальной доской на месте Петропавловского храма, уничтоженного в 1924 году. Установлен в 1990-х годах (изначально без мемориальной доски).

- Скульптура «Свинья». Установлена предположительно в 2007 году.
- Скульптура «Змей Горыныч». Установлена в 1990-х годах, утрачена в 2000-х годах.
- Скульптура «Заяц». Установлена в 1990-х годах, утрачена в 2000-х годах.
- Фонтан. Устроен в 1930-х годах[192].

### Левашовский бульвар
- Памятный знак Левашову. На памятном знаке указаны даты создания бульвара (1900 год) и установки памятника (2006 год) и имя основателя бульвара. Установлен на Левашовском бульваре в 2006 году.
- Скульптура «Лётчица». Существовала в 1930-х — 1970-х годах. Основание скульптуры ранее служило постаментом памятника императору Александру II.

### Площадь Ленина
- Первый памятник Ленину сооружен в июле 1922 г., был временным[193].
- Памятный знак Ленину
- Чугунные львы, изготовленные на Александровском заводе в 1890-х гг. Стоят при входе в Министерство культуры Республики Карелии по обоим бокам лестницы[194].
- Доска Письмо комсомольцам 2018 года
- Доска Олонгубсовет
- Пушка
- Героям — сынам Октября
- Братское кладбище
- Мемориал «Вечный огонь Славы и Могила Неизвестного солдата»

- Могила Неизвестного солдата с Вечным огнём.
- Фрагмент мемориала. Памятный камень.
- Братская могила Героев гражданской войны.

### Проспект Ленина
- Памятная доска Роберту Рождественскому. Открыта в 2000 году на доме № 7 по проспекту Ленина. В этом доме поэт проживал с 1951 по 1957 годы.
- Фонтан «Мать и дитя». Открыт в 1990-х годах.
- Памятник (бюст) Владимиру Ильичу Ленину. Установлен около здания КГПИ (проспект Ленина, 29). Разрушен в 1991 году.
- Памятная доска (дом 1)
- Памятная доска (дом 3)
- Памятная доска (дом 8)
- Памятная доска Яакко Ругоеву (дом 11)
- Памятная доска (дом 11)
- Памятная доска (дом 13)
- Памятная доска (дом 15)
- Фонтан «Юность». Установлен в 1975 г. Дважды реконструировался. Автор Ченка Шуквани[195]. Заменен клумбой.
- Галерея городов-побратимов. Реконструирована в 2003 году (полностью изменён внешний вид). В январе 2020 открыта после реконструкции, ещё раз поменявшей внешний вид

- Галерея Городов-Побратимов (внешний вид 2003-2020 годов)

- Арт-объекты «Самая длинная скамейка в городе», «Прежде, чем умереть». Установлены в июне 2015 г.[196][197]
- Триумфальная арка на Въезжей площади. Существовала в начале XIX в. Не сохранилась.
- Арт-объект «Камень, который не взлетит». Установлен в августе 2017 г.[198]. В июне 2018 г. заменен на арт-объект «Олино облако»[199]. Камень, который не взлетит, переместился на Студенческий бульвар.
- Якорь у специализированного рыбного магазина.
- Арт-объект «Лось» из цветной керамической плитки[200]. Перенесен на улицу Кирова, 30 марта 2020 г. уничтожен в результате вандализма[201]
- Арт-объект «Карельский медведь», автор В. Зорин. Установлен к 100-летию Карелии[202]
- Арт-объект «Солнечный лось». Автор скульптор И. Романов. Лось установлен в 2017 г., в 2020 г. разбит вандалами, в ноябре 2022 г. установлен снова на углу проспекта Ленина и улицы Кирова[203]
- Арт-объект «Котопёсый дом», посвященный проблемам бездомных животных, автор скульптор Сергей Гапанович[204]
- «Петроглифы на бордюрах»[205]

### Сквер имени Элиаса Лённрота
- Фонтан имени героев эпоса «Калевала».

### Проспект Карла Маркса
- Памятник «Пограничник с собакой». Установлен в 1939 г., разрушен во время оккупации города[206].
- Памятник сотрудникам органов внутренних дел, погибших при исполнении служебного долга. Открыт в 2008 году на проспекте Карла Маркса. Открытие было приурочено к 85-летию образования МВД Карелии. Инициаторами создания памятника выступили ветеранов внутренних дел и внутренних войск Республики Карелия. Автор памятника — скульптор, заслуженный деятель искусств Карелии Ченка Шуквани. На постаменте из чёрного гранита он изобразил фигуру орла. Монумент создавался на пожертвования сотрудников министерства и ветеранов, при поддержке Главы Карелии Сергея Катанандова и директоров крупных предприятий.
- Купола — арт-объект, установленный в рамках проекта «Современный старый город: трансграничный культурный туризм». Кроме него аналогичные работы скульптора С. Трешкина установлены на набережной — «Петроглиф», в Губернаторском парке «Рыба», у Национального театра «Воробей» и у арт-слободы — «Корабль»[207].
- "Расставим точки над «Ä». Работа В. Зорина. Установлен в июне 2020 г. к 100-летию Карелии[208].
- Арт-объект «Лошадка» в память о находившемся на этом месте Гостином дворе. Автор — В. Зорин. Установлена 13 ноября 2021 г.[209].

- Арт-объект в Петрозаводске

### Онежская набережная
Парк скульптур:
- Памятный знак об истории памятника императору Петру Великому. Установлен в 1978 году на Онежской набережной.
- Скульптурная группа «Ёжики». Находилась на Онежской набережной в 1990-х годах. Ныне на территории комбината благоустройства (разрозненно). В 2010 году на набережной на новом месте были установлены новые скульптуры. В 2011 году клумба с ежами подверглась вандализму и была частично разрушена[211].
- Скульптура «Роза». Скульптор — Илья Аммалайнен[212]. Скульптура изготовлена и установлена на Онежской набережной 27 июня 2009 года.
- Скульптура «Кошелёк удачи» — подарок Петрозаводску от Риги (Латвия), скульптор — Айварс Керлиньш. Установлена в 2010 году[213].
- Скульптура «Дерево желаний» — подарок Петрозаводску от города-побратима Умео (Швеция). Скульптор — Кент Андерсен. Установлена в 1996 году.
- Скульптурная группа «Тюбингенское панно» — подарок Петрозаводску от города-побратима Тюбингена (Германия). Скульпторы — Бернхард Фогельманн и Курт Гайзельхарт. Установлена в 1994 году.
- Скульптура «Под одними звёздами» — подарок Петрозаводску от города-побратима Нойбранденбурга (Германия). Скульптор — Райнер Кессель. Изготовлена на предприятии «Петрозаводскмаш», установлена в 2000 году.
- Скульптура «Рождение Петрозаводска (Онего)» — подарок Петрозаводску от Ленинградской области. Авторы — архитекторы В. А. Ким и Н. Е. Михайлов, скульпторы А. Ф. Маначинский и В. А. Маначинский. Установлена в 2003 году. Памятник символизирует идею рождения Петрозаводска, как оборонительного форпоста России. Молодой воин, стоящий в лодке, готовится сойти на берег. В одной руке у воина копье, другая опирается на щит. На щите изображён герб города Петрозаводска и надпись «Петрозаводск 1703—2003. Дар Ленинградской области». Высота памятника с постаментом 11,5 м, высота фигуры воина 7,5 м.
- Скульптура «Единство (Искра дружбы)» — подарок Петрозаводску к 300-летию от города-побратима Йоэнсуу (Финляндия). Скульптор — Теппо Лауринолли. Установлена в 2003 году.
- Скульптура «Волна дружбы» — подарок от города Варкаус (Финляндия), старейшего города-побратима Петрозаводска[214]. Скульптор — Анна Кеттунен. Установлена в 1997 году.
- Скульптура «Рыбаки» — подарок Петрозаводску от города-побратима Дулут (США). Скульптор — Рафаэль Консуэгро. Установлена в 1991 году. Изготовлена в лаборатории сварки НПО «Петрозаводскмаш».
- Скульптура «Место встречи» — подарок Петрозаводску от города-побратима Му-и-Рана (Норвегия). Скульпторы — Ингюн Далин и Бенте Стрёмснес Хёйен. Изготовлена на предприятии ОАО «Стройтехника», установлена в 2001 году.
- Скульптура «Спящая красавица» — подарок Петрозаводску от города-побратима Ла-Рошель (Франция). Скульптор — Жан-Пьер Дюссайен. Установлена в 1999 году[215].
- Скульптура «Печать времени» — подарок Петрозаводску от Словакии.
- Пирамида в честь открытия второй части набережной к 300-летию основания Петрозаводска[39].
- Пушки (орудия Александровского завода)
- «Ангел» (каменный)
- Деревянная скульптура «Ахти»
- Каменная скульптура «Влюблённые»
- Каменная скульптура «Северянин»
- Скульптуры из гранита «Диван» и «Скамья». Установлены в июне 2022 г.[216]
- Памятник М. Е. Перхину в створе улицы Космонавта Германа Титова. Автор скульптор П. Калтыгин. Открыт 21 ноября 2022 г.[217]
- Влюблённые сердца. Автор — Александр Ким. Открыт 8 июля 2023 г. около Дворца бракосочетаний[218].

- «Дерево желаний»
- «Рыбаки»
- Пушка
- «Влюблённые»
- «Роза»
- «Кошелёк удачи»
- «Ангел»
- «Ёжики»
- «Карельские ФишКи»

Деревянные скульптуры, созданные ко дню города в рамках IV Международного симпозиума скульпторов, посвящённого 160-летию со дня издания эпоса «Калевала»:
- Деревянная скульптура «Освобождение Солнца». Скульптор — Григор Григорян (Армения)
- Деревянная скульптура «Ангел, поражающий дракона». Скульптор — Григор Григорян (Армения)
- Деревянная скульптура «Мать вода сотворяет мир». Скульптор — Выборнов Николай ((Москва))
- Деревянная скульптура «Певун». Скульптор — Петров Андрей (Олонец)
- Деревянная скульптура «Борьба добра со злом». Скульптор — Ким Александр.

8 мая 2019 г. по решению администрации г. Петрозаводска деревянные скульптуры были снесены и утилизированы
- «Фотозона». Установлена в 2020 г.
- Арт-объект «Карельский лес — формула древостоя», у Парка Победы. Автор — художник Владимир Зорин. Установлен в 2020 г.[221]
- Символ 100-летия Карелии. установлен в 2020 г.[222]
- «Карельские фишки». Авторы — художники А. Ким и А. Лебедев. Установлен в июне 2020 г.[223]

- «Расположение деревянных скульптур»
- «Освобождение Солнца»
- «Певун»
- «Мать вода сотворяет мир»

- Галерея передовиков производства г. Петрозаводска. В 1994 г. заменена картинами из жизни города, впоследствии демонтирована[224]
- Памятный знак в честь Онежской военной флотилии. Открыт 6 мая 1975 г.[225]. Автор памятного знака В. П. Лобанов.

- Памятный знак в честь Онежской военной флотилии

- Арт-объекты «Скамья влюбённых», «Скамья примирения» возле Дворца бракосочетаний. Установлены 30 июня 2018 г.[226].
- Арт-объект «Велосипед» у ресторана «Фрегат».
- Камень скорби (Большой камень) — крупный валун у ротонды, к нему приходят горожане почтить память погибших в катастрофах, общенациональных бедствиях[227][228][229]
- Плавающий арт-объект «Ковчег мира», открыт 26 июня 2021 г. Автор — руководитель морского клуба «Полярный Одиссей» В. Дмитриев[230].
- Гигантская гантеля — 6 тонн[231]

### Прибрежный парк
- Скульптура «Лоси». Существовала в 1930-х — 1970-х годах.
- Скульптура «Дикие козы». Существовала в 1930-х — 1970-х годах.
- Скульптура «Пингвин». Существовала в 1930-х — 1970-х годах[232].
- Памятный знак в честь закладки парка настольных игр. На каменных игральных костях, установленных в апреле 2025 г., изображены 4 и 6 в качестве символа десятого региона - Карелии [233].

### Улица Свердлова
- Стела «Лучший отдых» с мозаичным панно — рекламой ВАО «Интурист». В 2023 г. отреставрирована и перенесена к пассажирским причалам на набережной[234].

- Стела Лучший отдых

- 12 июля 2016 г. установлен памятный знак — «Аллея пожарных-спасателей»[235].
- Арт-объект «Ряпушка». Установлен в створе улицы в 2020 г.[236].

### Студенческий бульвар
- Фонтан и скульптура «Молекула фуллерена». Открыты на стыке Студенческого бульвара и проспекта Ленина в 1996 году. Архитектор Е. Г. Таев.
- Стела с корабликом. Сооружена на стыке Студенческого бульвара и проспекта Ленина в июне 1996 года. Архитектор Е. Г. Таев.

### Парк «Ямка»
- Скульптура «Олени». Существовала в 1950-х — 1980-х годах в парке «Ямка».
- Скульптура «Пловец». Существовала в 1930-х — 1980-х годах в парке «Ямка».
- Скульптура «Рабочий». Существовала в 1930-х — 1970-х годах в парке «Ямка».
- Скульптура «Партизанка». Скульптура существовала в 1950-х и 1960-х годах в парке «Ямка».
- Медвежата в беретах[237]. Установлена в 1953 г.[238] Утрачена.
- Скульптура «Теннисист». Существовала в 1950-1960-хх гг. на городском стадионе.
- Сад камней.
- «Гребень, исполняющий желания»[239].

## Южная промзона

### Вознесенское шоссе
- Стела «ЮПЗ». Установлена на Вознесенском шоссе в 1980-х годах.

### Другие
- Мемориал и фонтан «Галерея Героев»
- Скульптура и фонтан «Мать и дети»
- Скульптура и фонтан (Сад Горного начальника)
- Фонтан «Журавли». открыт в 1997 г. Скульптуры — работа Г. Салтупа. В настоящее времия не функционирует[240][241][242].
- Фонтан «Калевала»
- Фонтан и памятник «Рождение Петрозаводска» («Онего»)
- Фонтан «Шалуны» («Дети под дождиком»)

Фонтан открыт в 1963 году в парке Пионеров (ныне — Губернаторский парк). Утрачен в 1970-е годы.
- Фонтан «Юность»
- Фонтан (улица Пушкинская)
- Фонтан (парк Культуры и Отдыха)
- Фонтан (река Лососинка)
- Фонтан (улица Красная)
- Фонтан (бульвар Победы)
- Фонтан (Первомайский проспект)
- Фонтан (Левашовский бульвар)

Открытие фонтана на Левашовском бульваре состоялось 23 июля 1906 года. Фонтан был выстроен на средства и по инициативе Занковского.
- Памятная доска в честь проведения Всекарельского съезда представителей трудящихся карел 1-3 июня 1920 г., провозглавившего образование Карелии на здании Национального театра Республики Карелия. Установлена в 1987 году, утрачена в 2001 году.

- Галерея Героев Советского Союза — уроженцев Карелии.
- Фрагмент галереи Героев Советского Союза.

- Самолёт ЛИ-2 рядом с парашютной вышкой на Лососинской набережной (сейчас улице Гюллинга). Установлен и демонтирован в 1970-х гг.